# Emir Kusturica
Emir Kusturica (* 24. listopadu 1954 Sarajevo) je srbský filmový režisér a hudebník původem z Bosny a Hercegoviny, žijící v Bělehradě. Je také držitelem francouzského občanství.

## Život
Narodil se v roce 1954 v rodině bosenských muslimů v Sarajevu. Jeho otec Murat Kusturica pracoval jako novinář a jeho matka Senka (za svobodna Numankadić) byla sekretářkou na místním soudu. Sám Emir vyrůstal jako jedináček v muslimské sekulární rodině na sarajevském předměstí Gorica. Minimálně do roku 2000 se považoval primárně za Jugoslávce.
Studoval na pražské FAMU v ročníku Otakara Vávry. Dostal se tam na doporučení Bosny a Hercegoviny po svých úspěšných amatérských filmech. Kusturicův školní film Guernica ze 3. ročníku byl oceněn na karlovarském festivalu CILECT 1977. V rámci studia dále natočil krátké snímky Jedna část pravdy a Podzim. Školu absolvoval v roce 1978 a po návratu do Jugoslávie pracoval v sarajevské televizi. Tam natočil film Nevěsty přicházejí (Nevjeste dolaze), který vzbudil vlnu kritiky a byl následně cenzurován.[zdroj?] Jeho další film Bife Titanik byl inspirován povídkou Iva Andriće a získal ocenění na filmovém festivalu v Portoroži.
Spolu s několika dalšími filmaři, kteří studovali v Praze, dal vzniknout pojmu Pražská filmová škola, který se používá pro určité období a styl v jugoslávské kinematografii.
Na přelomu 80. a 90. let 20. století se přestěhoval do USA. Po nějakou dobu přednášel na Columbia Unviersity v New Yorku, kam došel na pozvání Miloše Formana.[zdroj?] Kvůli stěhování tak musel Kusturica dokončit natáčení svého filmu Dům k pověšení ve Spojených státech. V Americe natočil také film Arizona Dream. Tento film vyhrál dvě ceny na berlínském filmovém festivalu. Jeho film Otec na služební cestě byl oceněn na některých festivalech. V roce 1995 natočil film Underground (srbsky Podzemlje), který získal hlavní cenu na filmovém festivalu v Cannes. Film byl kritizován za prosrbský pohled na dějiny Balkánu po druhé světové válce a především rozpad Jugoslávie.
Známá je také jeho spolupráce s hudebním skladatelem Goranem Bregovićem, který složil hudbu k několika jeho filmům. Se svým synem Striborem hraje v srbské kapele No Smoking Orchestra, která vznikla původně z populární jugoslávské formace Zabranjeno pušenje (Kouření zakázáno).
V roce 2004 dokončil film Život je zázrak, který popisuje život na malé vesnici během války v Bosně a Hercegovině. Vhodné místo k natáčení filmu zvolil Kusturica na muzeální trati Šarganska osmica na jihozápadě Srbska. Film patřil k nejdražším v srbské filmové produkci. V uvedené lokalitě nechal vzniknout i tradiční resort Drvengrad, který představuje tradiční srbskou kulturu a má být symbolem boje proti globalizaci a kapitalismu. V Drvengradu pořádá také různé filmové festivaly a setkání.
V roce 2005 konvertoval na pravoslaví (původně byl sekulárním muslimem) a přijal druhé jméno Nemanja. 
V roce 2005 se spolu podílel na filmu Neviditelné děti. Jedná se o sedm krátkých příběhů, nesoucí názvy Tanza, Cikánský blues, Ježíšovy děti Ameriky, Bilu a Joao, Jonathan, Ciro, Sung-Sung a Malá kočka natočilo je sedm významných režisérů různého náboženství a ras z různých zemí. (Další tvůrci Mehdi Charef, Spike Lee, Kátia Lund, Jordan Scott, Ridley Scott, Stefano Veneruso, John Woo atd.)
V roce 2008 představil vlastní dokumentární film o Diegu Maradonovi.
V roce 2016 Představil v Benátkách nový film Na mléčné dráze (Na mlečnom putu) Film se odehrává na pozadí války. Získal zlatého lva jako nejlepší film festivalu.
V roce 2016 vyšla v českém překladu jeho kniha Cizinec v manželství (orig. 'Sto jada').

### Politické názory a veřejné postoje

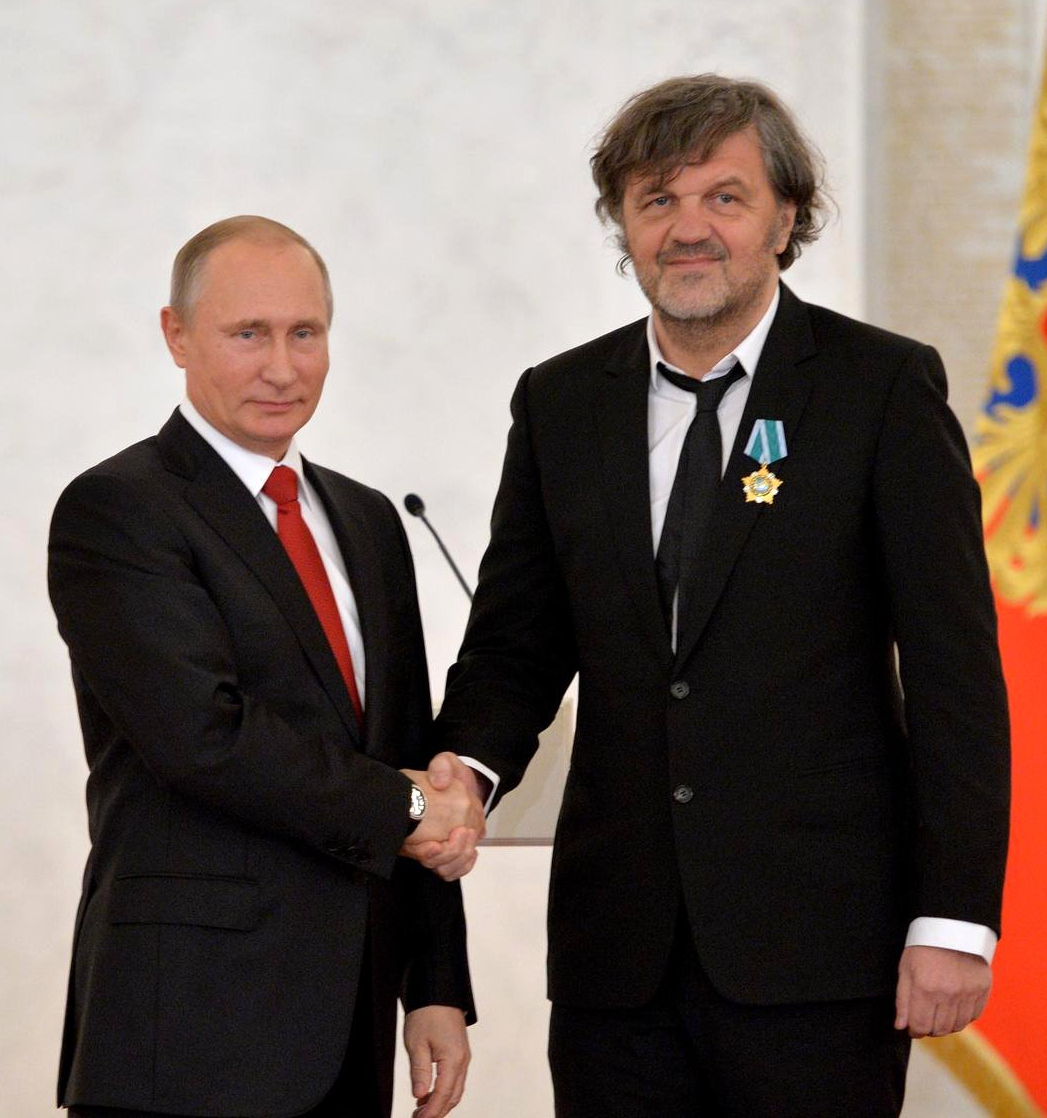
Ruský prezident Vladimir Putin a Kusturica v Kremlu dne 4. listopadu 2016

S rozpadem Jugoslávie se z režiséra Kusturicy v jeho rodném městě Sarajevu stal veřejný nepřítel, když podpořil Vojska Republiky srbské, která tehdy Sarajevo obléhala a prováděla etnické čistky v Bosně. Později v rozhovoru pro francouzský list Le Monde, Kusturica tvrdil, že za ostřelování Sarajeva je zodpovědná Evropská unie a ze zahájení války obvinil bosenského prezidenta Aliju Izetbegoviče.
Na adresu Vladimíra Putina řekl v roce 2012: "Kdybych byl Angličan, byl bych zásadně proti Putinovi. Kdybych byl Američan, dokonce bych s ním bojoval, ale kdybych byl Rus, volil bych ho".
Kusturica se v květnu 2012 v Kremlu zúčastnil Putinovy třetí prezidentské inaugurace. Vyjádřil podporu ruské anexi Krymu v roce 2014.
V roce 2016 Putin udělil Kusturicovi Řád přátelství za jeho "příspěvek k posílení přátelství mezi národy a za propagaci ruského jazyka a kultury v zahraničí". Kusturica poděkoval Putinovi rusky.
V dubnu 2022 Kusturica podepsal petici vyzývající Srbsko, aby po ruské invazi na Ukrajinu neuvalovalo na Rusko sankce, přičemž petice argumentuje tím, že spojenectví mezi ruským a srbským lidem je jedinou zárukou zachování územní celistvosti Srbska.

## Filmografie
- Guernica, 1. cena na Festivalu studentských filmů Karlovy Vary (1978)
- Vzpomínáš na Dolly Bell? (Sjećaš li se Doli Bel), Zlatý lev na Filmovém festivalu v Benátkách (1981)
- Otec na služební cestě (Otac na službenom putu), (1985)
- Dům k pověšení (Dom za vešanje), Cena za režii na Filmovém festivalu v Cannes, (1989)
- Arizona Dream, Stříbrný medvěd na Filmovém festivalu v Berlíně, (1993)
- Underground, Zlatá palma na Filmovém festivalu v Cannes, (1995)
- Černá kočka, bílý kocour (Crna mačka, beli mačor), Stříbrný lev za režii na Filmovém festivalu v Benátkách, (1998)
- Život je zázrak (Život je čudo), (2004)
- Závěť (Zavet), (2007)
- Na mléčné dráze (Na mliječnom putu), (2016)